# شيلدون ماير
شيلدون ماير (بالإنجليزية: Sheldon Mayer)‏ مواليد 1 أبريل 1917 في نيويورك - الوفاة 21 ديسمبر 1991 في كوبايك، كان كاتب وفنان ومحرر قصص مصورة أمريكي. عمل على عدة عناوين في دي سي كومكس مثل أدفنشر كومكس، أول أميريكان كومكس وأول ستار كومكس. فاز بجائزة إنكبوت في 1976.

## روابط خارجية
- شيلدون ماير على موقع IMDb (الإنجليزية)